# The World Sings KUBOTA
『The World Sings KUBOTA』（ザ ワールド シングス クボタ）は、久保田利伸の2枚目のトリビュート・アルバム。2008年8月6日に、MASTERSIX FOUNDATIONから発売された。

## 概要
4年振りの久保田のトリビュート・アルバムは、世界のアーティスト11組がカバー。

## 収録曲
1. Missing / スティービー・B
2. Summer Eyes / ジョン・セカダ
3. Candy Rain / キャロン・ウィラー
4. 夜に抱かれて / ピーボ・ブライソン
5. 雨音 / ダイアナ・キング
6. Cymbals / パティ・オースティン
7. Messengers' Rhyme / アレステッド・ディベロップメント
8. Indigo Waltz / TAKE 6
9. Cry On Your Smile / ポーリン・ウィルソン
10. LA・LA・LA Love Song / ジェイド・ヴァレリー
11. Be Wannabee / スウィング・アウト・シスター
※原曲の表記は「Be wanabee」